# Flofloche
Pour plus de détails, voir Fiche technique et Distribution.
Flofloche est un film français réalisé par Gaston Roudès, sorti en 1934.

## Fiche technique
- Titre : Flofloche
- Réalisation : Gaston Roudès
- Scénario : Gaston Roudès
- Photographie : Scarciafico Hugo, André Bac
- Son : Georges Gérardot, Tony Leenhardt
- Décors : Hugues Laurent
- Musique : Jacques Dallin et Paddy
- Montage : Andrée Feix
- Société de production : B.G. Film
- Pays d'origine :  France
- Genre : Comédie
- Durée : 90 minutes
- Date de sortie : France, 27 juillet 1934

## Distribution
- Armand Bernard : Antonin Floche
- France Dhélia : Colette Nilda
- Olympe Bradna : Reine
- Pierre Callamand : Jim
- Alice Tissot : la directrice
- Made Siamé : Mme Talc
- Lucien Gallas : Bob